# جان مارش
جان مارش (بالإنجليزية: Jan Marsh)‏ هي مؤرخة الفن بريطانية، ولدت في 1942.